# Wapen van Kollumerland en Nieuwkruisland

Wapen van Kollumerland en Nieuwkruisland

Het wapen van Kollumerland en Nieuwkruisland was het gemeentelijke wapen van de voormalige Friese gemeente Kollumerland en Nieuwkruisland. Vanaf 2019 is het wapen niet langer als gemeentewapen in gebruik omdat de gemeente Kollumerland en Nieuwkruisland in de nieuwe gemeente Noardeast-Fryslân op is gegaan.

## Zie ook

Vlag van Kollum
Vlag van Kollumerland en Nieuwkruisland

## Blazoenering
De beschrijving luidt: 
"In drie gelijke delen verdeeld, het bovenste van zilver, het middelste van goud, beladen met een roode ster en het onderste gedeelte groen. Het schild gedekt met eene kroon van goud."

## Geschiedenis
De beschrijving vermeldt niet dat de kroon drie fleurons en twee keer drie parels heeft. De kleuren van het wapen kennen in de loop der tijden nogal wat wijzigingen. Er bestaan ook wapens met een rood schild en een zilveren dwarsbalk, waarop een gouden ster. De oorsprong van het wapen blijft onbekend, mogelijk is er een verband met het dorpswapen en de vlag (rood, geel en groen) van de hoofdplaats Kollum. Het wapen werd volgens koninklijk besluit van 25 maart 1816 aan de gemeente bevestigd.
Heraldisch gezien is het kleurgebruik onjuist, omdat een zilveren en een gouden vlak niet tegen elkaar aan mogen liggen. Deze eigenschap maakt het tot een raadselwapen.

## Verwante wapens

Wapen van Kollum
Het wapen van Kollumer- en Nieuwkruisland
Het wapen van Kollumerland-Oostdeel